# Eleccions legislatives turques de 2015 (novembre)
Les eleccions legislatives de Turquia de 2015 se celebraren l'1 de novembre de 2015 per elegir els 550 membres de la Gran Assemblea Nacional. Les eleccions foren les vint-i-cinquenes eleccions generals de la història de la República Turca, i els membres electes van formar el 26è Parlament del país. Les forces polítiques d'esquerres d'oposició al govern van manifestar el seu rebuig a l'augment de violència entre les Forces Armades de Turquia i rebels del Partit dels Treballadors del Kurdistan i les polítiques autoritàries del partit al Govern, el Partit de la Justícia i el Desenvolupament. Durant els dies anteriors a les eleccions es van produir diversos atemptats de gihadistes turcs contra el partit de l'HDP l'esquerra prokurda a Ankara, Diyarbakır i Suruç.